# Yaimar Medina
Yaimar Abel Medina Ortiz (ur. 5 listopada 2004 w Eloy Alfaro) – ekwadorski piłkarz występujący na pozycji lewego obrońcy lub lewego pomocnika, reprezentant Ekwadoru, od 2025 roku zawodnik belgijskiego Genku.